# Ascodipteron variisetosum
Ascodipteron variisetosum är en tvåvingeart som beskrevs av Maa 1965. Ascodipteron variisetosum ingår i släktet Ascodipteron och familjen lusflugor. Inga underarter finns listade i Catalogue of Life.